# Alessandro Zan
Alessandro Zan (Padova, 4 ottobre 1973) è un politico e attivista italiano.
Esponente della comunità LGBT, è noto soprattutto per aver promosso e ottenuto il primo registro anagrafico italiano delle coppie di fatto, aperto anche alle coppie omosessuali, e per essere il relatore del disegno di legge contro l'omofobia, la transfobia, la misoginia e l'abilismo approvato in prima lettura dalla Camera dei deputati il 4 novembre 2020 ma successivamente bocciato al Senato.
È stato assessore all'ambiente, al lavoro e alla cooperazione internazionale del Comune di Padova. Candidato alle elezioni politiche in Italia del 2013, risulta eletto alla Camera dei deputati nelle liste di Sinistra Ecologia Libertà. L'anno successivo abbandona SEL e aderisce al Partito Democratico. Alle elezioni politiche in Italia del 2018 viene rieletto alla Camera dei deputati nel collegio plurinominale di Padova, come capolista del Partito Democratico.

## Biografia
Durante gli studi superiori, si avvicina ai movimenti per la pace e inizia a coltivare interesse per le tematiche sociali. Politicamente attivo all'interno del movimento LGBT, sin dai tempi dell'università, è stato promotore di manifestazioni in favore dei diritti civili, fondatore del Padova Pride Village e più tardi presidente della sezione Veneto di Arcigay.

## Attività politica
Apertamente di orientamento omosessuale, nel 2001 entra in politica aderendo ai Democratici di Sinistra, e l'anno seguente promuove e organizza il Gay Pride nazionale a Padova. Successivamente diventa il coordinatore della campagna nazionale a sostegno dell'introduzione nell'ordinamento giuridico italiano del PACS, l'istituto a tutela delle coppie di fatto ispirato alla normativa francese sul Pacte civil de solidarité. Per la promozione organizza una serie di manifestazioni pubbliche in Piazza Farnese a Roma.

### Consigliere comunale di Padova
Due anni dopo, nel 2004, in occasione della festa di San Valentino, lancia la manifestazione Kiss2Pacs, bacio collettivo simbolico a favore delle unioni civili. Lo stesso anno viene eletto consigliere comunale a Padova nella lista dei Democratici di Sinistra. Nel 2006 organizza la manifestazione Tutti in Pacs, nella quale vennero sposate simbolicamente le coppie di fatto presenti.
Nel dicembre dello stesso anno viene approvata in consiglio comunale l'attestazione di famiglia anagrafica basata su vincoli affettivi, certificato che permette alle coppie di fatto residenti nel Comune di Padova, di veder riconosciuto il proprio legame anche al di fuori dell'istituto del matrimonio. Per questo risultato viene invitato dal Consiglio d'Europa a riferire sui contenuti della mozione. Grazie a questa iniziativa la città veneta diviene la prima città in Italia nella quale le coppie di fatto, sia eterosessuali sia omosessuali, hanno ottenuto un riconoscimento anagrafico come "famiglia fondata su vincoli affettivi".
Nel 2007, nel mese di febbraio, viene eletto "Europeo della settimana" dalla rete televisiva franco-tedesca arte. Nel marzo dello stesso anno è coordinatore di Diritti Ora, manifestazione che ha l'obiettivo di stimolare il Governo Prodi II ad approvare una legge per la tutela delle coppie di fatto. Per questo chiede e ottiene la presenza di tre ministri: Barbara Pollastrini, Paolo Ferrero e Alfonso Pecoraro Scanio. A maggio dello stesso anno decide di non aderire al Partito Democratico, in polemica con la decisione del suo partito di fondersi con La Margherita di Francesco Rutelli. Alla fine dell'anno appoggia l'iniziativa di Immacolata Mannarella, direttrice dell'istituto penitenziario Baldenich di Belluno, di garantire l'accesso gratuito alle cure ormonali ai detenuti transgender.
Alle elezioni europee del 2009 si candida con la lista elettorale Sinistra e Libertà di Nichi Vendola, divenendone uno dei fondatori. Nel giugno 2009 è nuovamente eletto consigliere comunale e successivamente nominato dal sindaco Flavio Zanonato assessore della sua giunta con deleghe all'ambiente, al lavoro e alla cooperazione internazionale.
Nel settembre 2009 viene eletto nel coordinamento nazionale di Sinistra Ecologia Libertà dall'assemblea nazionale, in seguito è divenuto membro della presidenza nazionale del partito.

### Elezione a deputato
Estratto della deliberazione del Consiglio comunale n. 108 del 4 dicembre 2006.

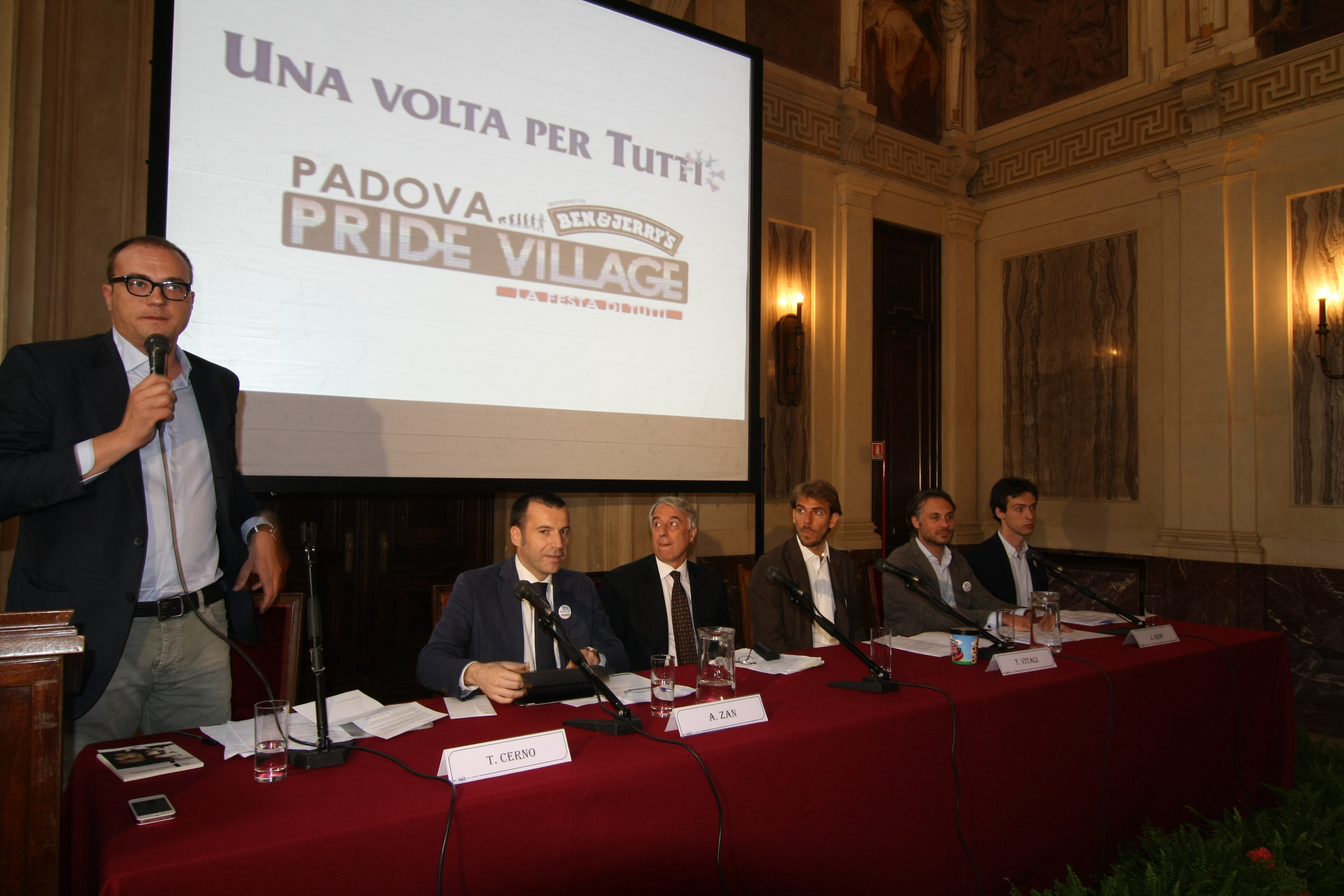
Zan (secondo da sinistra) nel 2012 a palazzo Marino di Milano per un'iniziativa a favore delle unioni civili (da lui organizzata).

Il Consiglio Comunale di Padova impegna il Sindaco e la Giunta Comunale:
A) ad istruire l’ufficio anagrafe affinché rilasci ai componenti delle famiglie anagrafiche che ne facciano richiesta, ai sensi dell’art. 33, comma 2 del D.P.R. 30 maggio 1989, l’ « Attestazione di famiglia anagrafica basata su vincoli di matrimonio o parentela o affinità o adozioni o tutela o vincoli affettivi» (come riconosce l’art. 4 dello stesso Regolamento d’esecuzione), quale pubblica attestazione delle risultanze delle schede di famiglia tenute ai sensi dell’art. 21 D.P.R. 30 maggio 1989;
B) a predisporre la relativa modulistica;
C) a sollecitare il Parlamento, attraverso i Presidenti di Camera e Senato, affinché affronti il tema del riconoscimento giuridico di diritti, doveri e facoltà alle persone che fanno parte delle unioni di fatto.
Nel dicembre 2012 è stato il più votato a Padova alle elezioni primarie per la scelta dei candidati parlamentari di SEL. Per le elezioni del 24 e 25 febbraio 2013 è capolista nella prima circoscrizione del Veneto, per la Camera dei deputati, nel partito di Nichi Vendola.
In vista delle elezioni amministrative del 2014 si candida alle elezioni primarie del centro-sinistra per la scelta del candidato sindaco di Padova, ma viene sconfitto dal vicesindaco uscente del PD Ivo Rossi.
Il 23 giugno 2014, insieme a Fabio Lavagno e Nazzareno Pilozzi, abbandona SEL per entrare nel gruppo misto nella componente Libertà e Diritti - Socialisti Europei (LED), seguendo la scissione operata dall'ex capogruppo alla Camera Gennaro Migliore per sostenere il governo di Matteo Renzi. Successivamente l'intera componente aderisce al Partito Democratico (PD)..

### Rielezione alla Camera
Alle elezioni politiche del 2018 si ricandida alla Camera, tra le liste del Partito Democratico nel collegio plurinominale Veneto 2 - 01, venendo rieletto deputato. Nella XVIII legislatura della Repubblica si è fatto promotore della proposta di legge, nota come "Ddl Zan", che punta ad estendere la legge Mancino ai reati di omofobia, transfobia, misoginia e abilismo. Una proposta fortemente osteggiata dal centro-destra (in particolare da Lega e Fratelli d'Italia), il quale ha presentato un suo ddl.
Alle elezioni primarie del PD del 2019 sostiene la mozione del segretario uscente Maurizio Martina, ex ministro delle politiche agricole nei governi Renzi e Gentiloni e rappresentante l'area "filo-renziana" del partito, che risulterà perdente arrivando secondo con il 22% dei voti dietro a Nicola Zingaretti (66%).

### Segretario della Commissione Giustizia
Alle elezioni politiche anticipate del 2022 viene ricandidato alla Camera, per la lista elettorale Partito Democratico - Italia Democratica e Progressista come capolista nel collegio plurinominale Veneto 2 - 01, risultando eletto per la terza volta a Montecitorio. Nella XIX legislatura è stato componente e segretario della 2ª Commissione Giustizia.
Alle primarie del PD del 2023 sostiene la mozione della deputata Elly Schlein, ex vicepresidente della Regione Emilia-Romagna, che risulterà vincente con il 53,75% dei voti. Successivamente ad aprile viene nominato responsabile con delega ai diritti nella segreteria nazionale del PD.

### Elezione al Parlamento europeo
Alle elezioni europee del 2024 si candida al Parlamento europeo, tra le liste del PD nelle circoscrizioni Italia nord-orientale e Italia nord-occidentale, dove nella prima si piazza secondo con 93.473 preferenze mentre nell'altra arriva terzo con 86.055 preferenze, risultando eletto europarlamentare in entrambe e optando per quella nord-orientale, dimettendosi da deputato il 9 luglio, per l'incompatibilità tre le due cariche, e venendo sostituito da Nadia Romeo. Nella X legislatura è vicepresidente della Commissione per le libertà civili, la giustizia e gli affari interni, componente della Delegazione per le relazioni con i paesi dell'America centrale, incluso il comitato parlamentare di associazione UE-America centrale e della Delegazione all'Assemblea parlamentare euro-latinoamericana, oltreché membro sostituto della Commissione giuridica, della Commissione per gli affari costituzionali e Delegazione per le relazioni con gli Stati Uniti.

## Opere
- Senza paura. La nostra battaglia contro l'odio, Milano, Piemme, 2021, ISBN 978-88-566-8298-4.
- E noi splendiamo, invece, Milano, Sperling & Kupfer, 2024, ISBN 978-88-200-7973-4.